# Fluo Grand Est
Fluo, soms Fluo Grand Est genoemd, is de merknaam van het regionale openbaar vervoernetwerk (touringcar en trein) georganiseerd door de Franse regio Grand Est (de fusie van de drie voormalige regio's Elzas, Lotharingen en Champagne-Ardenne). Het merk werd gelanceerd in de lente van 2019 en verenigt de voormalige interlokale busnetwerken van de tien departementen van de regio, plus het regionaal TER-vervoer van de drie voormalige regio's. De lijnen gaan ook over de grenzen van de buurregio's en buurlanden.
Het deel van het netwerk van Fluo (treinen en bepaalde touringcars) dat gereden wordt door de SNCF (sinds 2016 onder de naam TER Grand Est), wordt sinds 2019 TER Fluo genoemd.
Dit regionaal netwerk van Fluo staat los van de lokale, stedelijke netwerken van bus en tram.

## Geschiedenis
De bestuurlijke regio Grand Est in het noordoosten van Frankrijk ontstond in januari 2016 als fusie van de drie bestuurlijke regio's Elzas, Lotharingen en Champagne-Ardenne.
Later in 2016 werden de drie bestaande TER-netwerken (regionale trein en touringcar) van deze drie regio's, gereden door vervoerder SNCF, verenigd onder het nieuwe netwerk TER Grand Est.
Op 1 september 2017 kreeg de nieuwe regio Grand Est de bevoegdheid om het reguliere interlokale touringcarvervoer, het schoolvervoer, het vraagafhankelijk openbaar vervoer en bepaalde pendelbussen te organiseren, die voordien door de tien onderliggende departementen gebeurde.
In 2019 werden deze tien departementele netwerken en de drie regionale TER-netwerken geïntegreerd in het merk Fluo Grand Est.
De regio lanceerde het platform fluo.eu met een reisplanner.
Naast de organisatorische eenmaking worden de voertuigen geleidelijk voorzien van een nieuw gemeenschappelijk merklogo en kleuren.

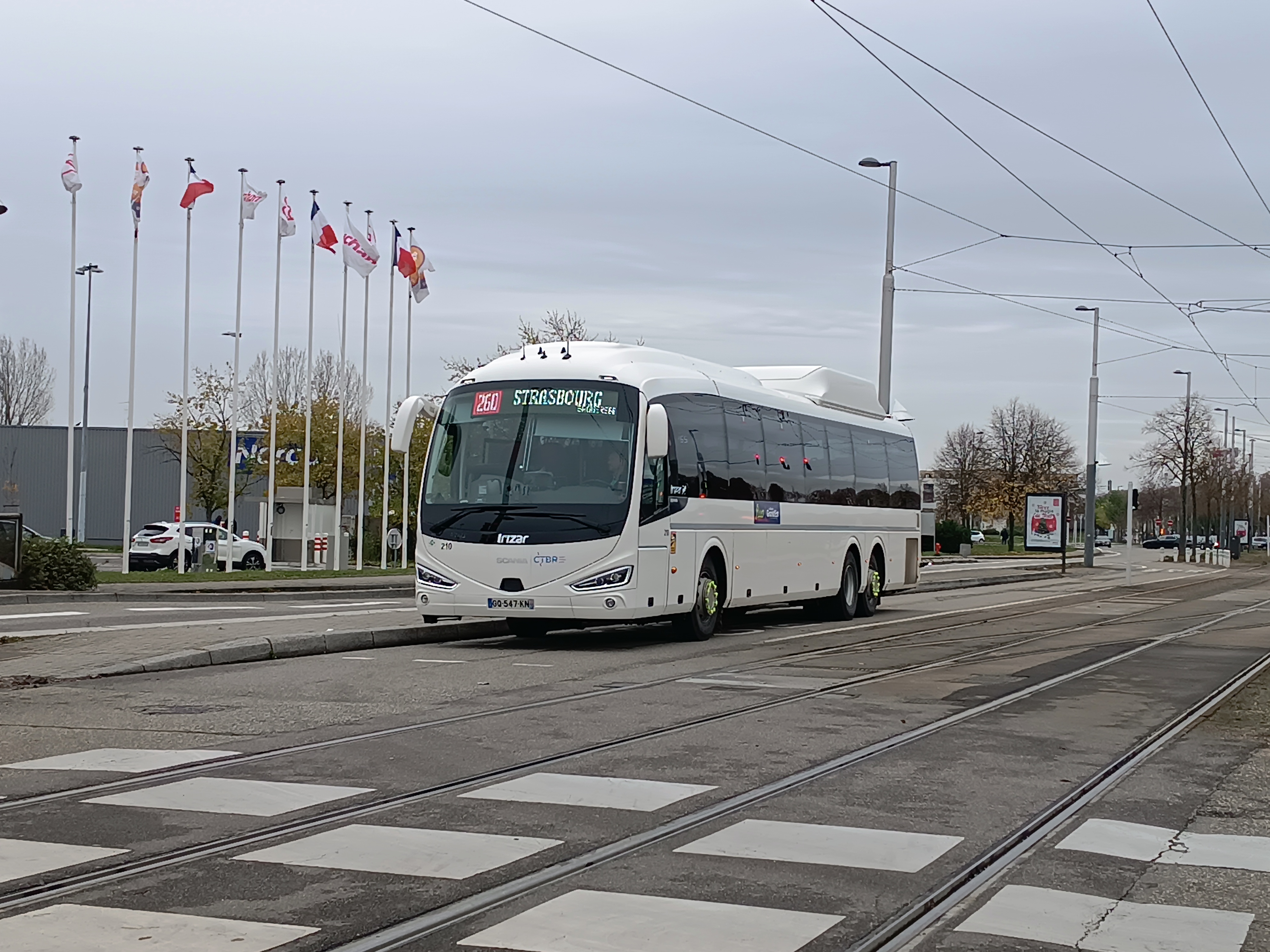
CTBR-touringcar op Fluo Grand Est-lijnen vanuit Straatsburg